# Charterhouse Capital Partners
Charterhouse Capital Partners est un fonds d'investissement britannique spécialisé dans de capital-investissement basée à Londres. Spécialisé dans les transactions de capital-investissement, Charterhouse se concentre principalement sur l'acquisition d'entreprises de taille moyenne en Europe. La société cible des entreprises valorisées entre 200 millions et 1,5 milliard d'euros dans divers secteurs tels que les services, la santé, les industries spécialisées et les biens de consommation. Au fil des ans, Charterhouse Capital Partners a établi une réputation dans le secteur du capital-investissement en mettant l'accent sur la croissance et le développement des entreprises dans lesquelles elle investit.
Charterhouse gère actuellement son onxieme fonds et a réalisé plus de 150 investissements depuis sa création. Charterhouse est connue pour sa stratégie d'investissement sélective, cherchant à travailler en étroite collaboration avec les équipes de direction pour encourager des changements significatifs et stimuler la croissance. La société est régulée par la Financial Conduct Authority (FCA) du Royaume-Uni, assurant le respect des normes réglementaires et éthiques élevées dans toutes ses opérations.

## Historique
Basé à Londres, Charterhouse a été créé en 1982 par HSBC. C'est un groupe indépendant depuis juin 2001, date de sa séparation avec sa maison-mère.

## Sociétés en portefeuille
En France, Charterhouse possède entre autres : 
- le groupe Sagemcom[1]
- le groupe Funecap[1], dont fait partie l'enseigne ROC Eclerc[2]
- Cooper Consumer Health
- France Valley
- Skolae (ex-GES Eductive)
- Abilways[3]
- groupe Novétude santé[4].